# راجر کار
راجر کار (به انگلیسی: Roger Carr) (زاده ۲۲ دسامبر ۱۹۴۶) کارآفرین، بازرگان و مدیر ارشد اجرایی بریتانیایی است، که اکنون به‌عنوان رئیس هیئت مدیره شرکت بی‌ای‌ئی سیستمز فعالیت می‌کند.